# دان چرين
دان چرين (Dan Green) هو مؤدي أصوات أمريكي ولد في 7 فبراير 1975 في سان رافاييل، كاليفورنيا.

## أدواره في الأنمي
- يوغي يو - يوغي موتو/يامي يوغي/أتيم
- يوغي GX - أتيم يوغي موتو
- ساموراي ديبر كيو - ميبو كيوشيرو/كيو عين العفريت
- شورا نو توكي - أسانوسكي
- المدمر ساداميتسو - دكتور تسوباكي
- الشرطي المتنقل باتليبر - أسوما شينوهارا
- نزيل الظلام - أساتو تسوزوكي
- ملك الشجعان جاوجايجار - كوتارو تايجا
- سونيك X - النضناض ناكلز

## أدواره في ألعاب الفيديو
- فيفا بينياتا - هدسون هورستاشيو

## وصلات خارجية
- دان چرين على موقع IMDb (الإنجليزية)
- دان چرين على موقع ميوزك برينز (الإنجليزية)
- دان چرين على موقع قاعدة بيانات الفيلم (الإنجليزية)
- دان چرين على موقع ANN person (الإنجليزية)